# Coryneliopsis antarctica
Coryneliopsis antarctica är en svampart som beskrevs av Butin 1972. Coryneliopsis antarctica ingår i släktet Coryneliopsis och familjen Coryneliaceae.   Inga underarter finns listade i Catalogue of Life.